# Tëtkino
Tëtkino (in russo Тёткино?) è un insediamento di tipo urbano della Russia europea, situato nel distretto Gluškovskij dell'oblast' di Kursk.
Si trova sulla riva sinistra del fiume Sejm (affluente della Desna), 25 km a ovest del centro distrettuale di Gluškovo. Alla periferia del'insediamento si trova il confine di stato tra Russia e Ucraina.